# Thure Malmberg
Kaj Wilhelm Thure Malmberg, född 4 april 1938 i Helsingfors, död 20 november 2022 i Sibbo, var en finlandssvensk journalist, skriftställare och översättare.
Malmberg var 1958–1963 svensk redaktör vid Turistföreningen i Finland och kom 1965 till Hufvudstadsbladet, där han var redaktionssekreterare 1982–1983 och biträdande redaktionschef 1986–2000; han var även tidningens första läsarombudsman fr.o.m. 1997. Åren 1968–1972 var han direktör för Sveriges turistbyrå i Helsingfors. Som journalist specialiserade han sig på sjöfart och turism.
Malmberg har publicerat flera böcker om den finländska passagerarsjöfartens historia, bland annat De vita båtarna (1970), Människor och båtar (1983) och Bore 1897–1997 (1997), tillsammans med Pär-Henrik Sjöström. Dessutom översatte han faktalitteratur från finska till svenska.
För sin författarskap fick Malmberg bl.a. 2011 Stiftelsen Sveriges Sjömanshus litteraturpris och 1999 Årets kulturpris i Sibbo.
Thure Malmberg avled i sviterna av COVID-19 i ålder av 84 år.